# سل فيتنامي
السل الفيتنامي هو نوع مزمن من الراعوم يشبه داء السل سريريا. اشتقت التمسية من أعراض مرض ظهرت على الجنود الأمريكان العائدين من حرب فيتنام.